# Vanessa Senior
Vanessa Carolina Senior Sánchez (Caracas, 22 de marzo de 1978) es una humorista, animadora, actriz venezolana, creadora de una serie de espectáculos de humor titulados Vanessadas, también conocida por la serie de videos El Show de los 20 kg y por su personaje La Vecina en el programa Íntimamente del Canal I.

## Biografía
Hija de una madre soltera, tuvo un hermano llamado Luis Carlos, quien falleció muy joven a causa de cáncer, tiempo después también perdió a su madre a causa de un infarto. Vanessa realizó sus estudios formales en el Colegio San Agustín del Marqués ubicado en la ciudad de Caracas; una vez finalizada su secundaria estudió análisis de sistemas.
En el año 2011 trabajó tras bastidores en el canal Warner Channel, pero quedó desempleada cuando el canal cerró sus instalaciones en Venezuela y se trasladó a Argentina. Comenzó a desarrollar más a fondo su vena de humorista y, junto a George Harris, comenzó a hacer comedia. Fue en esa misma época cuando también inició el blog Vanessadas.
A principios de 2013 decidió realizarse una cirugía estética para bajar de peso, luego cambió de idea y asumió el reto de bajar 20 kg de forma natural. Este proceso lo documentó en video y lo subió a un canal de Youtube, en estos videos iba mostrando los avances de su dieta y también realizaba entrevistas a entrenadores y dietistas venezolanos. De esta experiencia surge su espectáculo "El Show de los 20 kg". Este espectáculo le toma 3 temporadas, con un total de 53 capítulos y el 1 de noviembre de 2014 termina su reto. Luego de alcanzar su meta, en la que rebajó unos 27 kg; inició una gira con una comedia inspiradora para todas aquellas personas interesadas en perder peso.
En junio de 2015 divulgó un video en donde discute fuertemente con las empleadas de una cadena de farmacias. El motivo de la disputa fue que, por regulaciones de la tienda, no se permitía a los ciudadanos comprar más de dos pastas dentales y Senior quería comprar cuatro. Senior intentó comprar más de lo establecido alegando que nadie podía imponerle cuánta pasta dental podía usar o llevar. El vídeo se volvió viral, con opiniones a favor y en contra, pero este conflicto le causó muchas amenazas por parte de entes gubernamentales y fue despedida del Canal i.
A finales de 2015 peleó con su mánager, este decidió no vender más contrataciones de los shows de Vanessa aunque no rescindió el contrato y no permitió que ella renunciara. Esto obligó a Senior a introducir una demanda. Senior acusó a la productora de extorsionarla y de generarle violencia económica y psicológica y contrató a un equipo de abogados para que defendieran su caso.
El conflicto se avivó aún más cuando Tonny Boom y Djane Nany anunciaron su separación de la productora Onzza Producciones, y ratificaron que sus presentaciones de ahora en adelante serían pautadas por ellos. Vanessa ganó la demanda a Onzza Producciones, lo que obligaba a Omar Alonso a pagarle a Vanessa 8 millones de bolívares.
En 2016 incursionó como cantante junto a Karen Martello. Realizaron un video de una canción original de Vanesa Martín, «No te pude retener». El video musical fue una producción de Japai Films, dirigida por Nestor Villalobos.
En marzo del 2016 junto con Djane Nany, Tonny Boom y Yei Love, inició un nuevo proyecto en la ciudad de Maracaibo, pensado para menores de edad que titularon ¿Tu mamá lo sabe?.

## Vida personal
Desde mediados de 2014, Senior mantuvo una relación con Daniela Vásquez, una DJ venezolana. Trabajaron juntas en diversos proyectos y ambas han declarado abiertamente su homosexualidad. En el año 2017 inició una relación con la bailarina venezolana Estrella Hurtado quien para ese momento residía en Panamá. Senior y Hurtado hacen publica su relación, lo que hace que Hurtado regrese a Venezuela a vivir en la casa de Senior, sin embargo ese mismo año la relación terminó y muchas han sido las hipótesis sobre lo que verdaderamente pasó. 
En el año 2019, Vanessa Senior anuncia su relación y posterior matrimonio con la bailarina Daniela Amarista. Ambas celebraron su boda en la ciudad de Barcelona, España, lugar de residencia de ambas desde ese momento. Para mediados del año 2021 ambas anuncian su separación vía historias de Instagram, lo que provocó una serie de comentarios e indirectas por parte de Estrella Hurtado, expareja de Senior. 